# Copernicia sueroana
Copernicia sueroana är en enhjärtbladig växtart som beskrevs av Leon. Copernicia sueroana ingår i släktet Copernicia och familjen Arecaceae. Inga underarter finns listade i Catalogue of Life.

## Bildgalleri

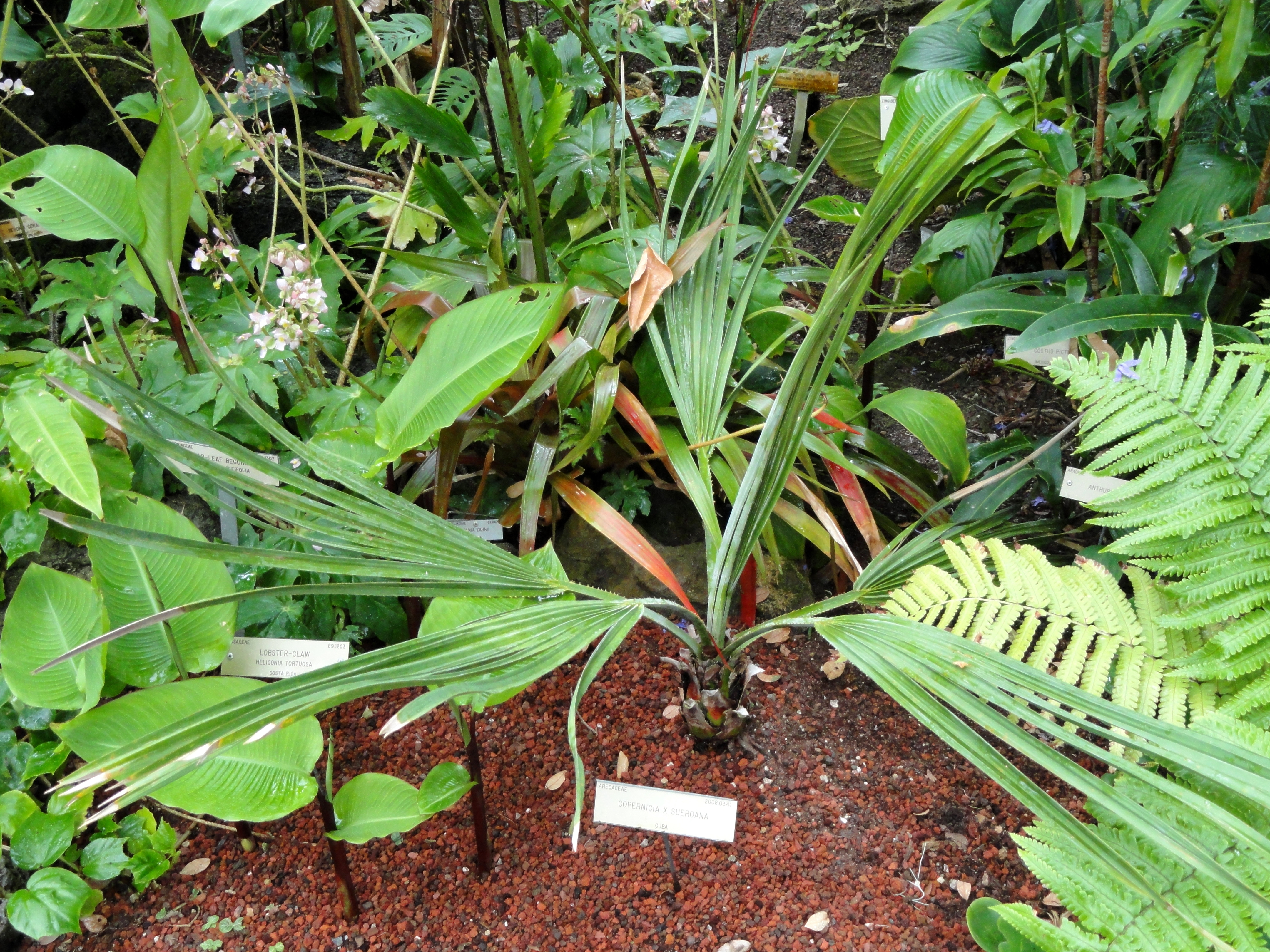